# Levend begraven

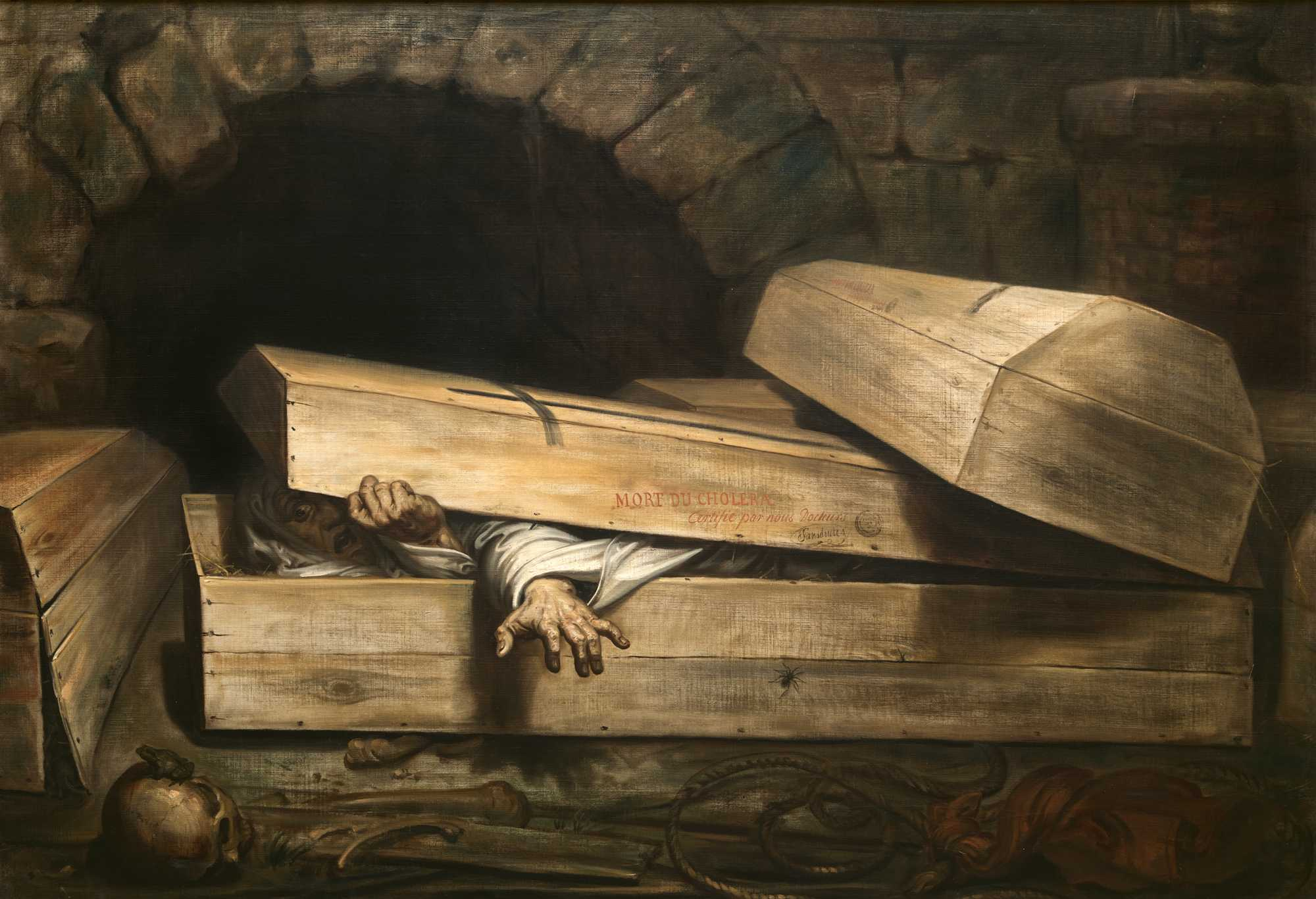
"L'inhumation précipitée" ('De voorbarige begrafenis')
Schilderij van Antoine Wiertz

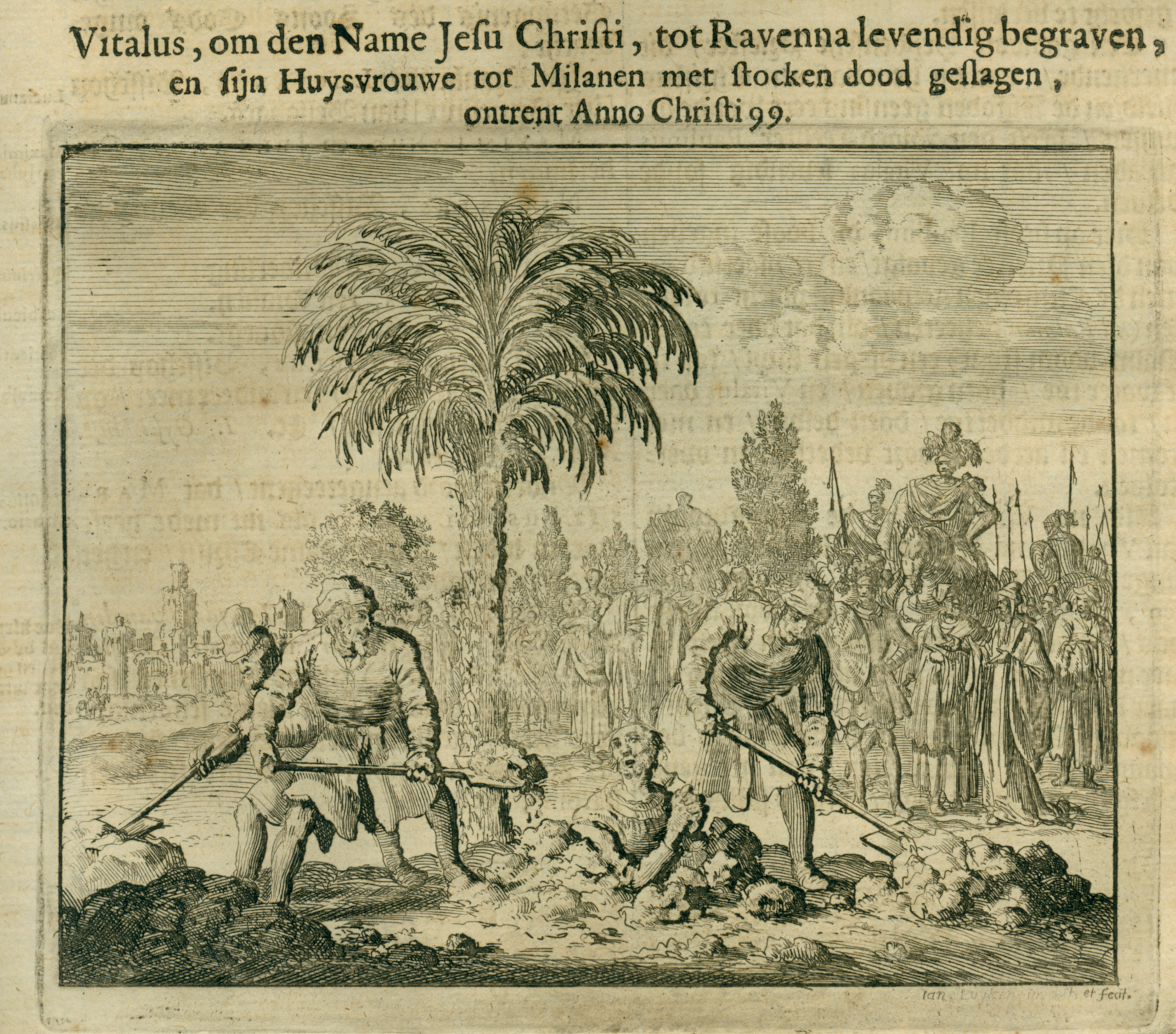
"Vitalis van Milaan wordt levend begraven", schilderij van Jan Luyken

Het levend begraven van iemand kan bewust (als straf, marteling of executie), onbewust (in de misveronderstelling dat iemand reeds overleden is), vrijwillig (als stunt voor een ontsnappingspoging of zelfmoord) of per ongeluk (als gevolg van bijvoorbeeld een instorting) gedaan worden. Doordat de zuurstof met iedere ademteug minder wordt, stikt de begravene uiteindelijk. De doodsoorzaak kan echter ook uitdroging, ondervoeding of onderkoeling zijn.

## Executie
Als vorm van executie werd het levend begraven van veroordeelden onder andere toegepast in het Chinese Keizerrijk. 
Ook in de Nederlanden en Europa was deze executievorm niet ongebruikelijk. Vooral tijdens de Inquisitie werd de straf toegepast voor (veelal) vrouwelijke ketters.
In de Romeinse Republiek was dit onder andere de straf voor Vestaalse maagden die hun maagdelijkheid niet hun gehele diensttijd behielden. Dezen werden dan tussen een aantal muren gemetseld, waar ze uiteindelijk de dood zouden vinden door dorst of uithongering. Soms werd het lijden wreed verlengd door opzettelijk een beker water en brood mee te geven. 
Bij bepaalde Zuid-Amerikaanse volken zoals de Auca (Huaorani) wordt deze executiemethode eveneens toegepast.

## In kunst en cultuur
- In het boek Het Gouden Ei van Tim Krabbé is deze doodsoorzaak een belangrijk element.
- Twee van de drie hoofdpersonen in de musical Aida, Radames en Aida, worden levend begraven als vorm van executie.